# Сабинин, Стефан Карпович
Стефа́н Ка́рпович Саби́нин (31 декабря 1789 (11 января 1790)—15 (27) мая 1863) — протоиерей и богослов.

## Биография
Сын дьячка села Болота Воронежской губернии. Начальное образование получил в духовном училище, которое из-за недостатка средств едва не оставил. «Но здесь на него обратил свое внимание Воронежский архипастырь, приказав принять его, за его способности, в бурсу на имевшуюся в то время стипендию генерала Сакена», которым мог быть епископ Мефодий (Смирнов). В Воронежской духовной семинарии он проявил большие способности в изучении древних языков и, будучи ещё учеником старшего класса, был назначен преподавать в низших классах греческий язык. По окончании семинарии, в продолжение трёх лет, был преподавателем латинского, греческого и немецкого языков в училище, а в 1816 году ещё и публичным катехизатором в Воронеже.
С 1817 года учился в Петербургской духовной академии, и по получении степени магистра за сочинение о книге «Песнь Песней» был оставлен бакалавром на кафедре немецкого языка академии. Вскоре он женился и 11 октября 1823 года был рукоположен в сан священника и назначен в храм русской дипломатической миссии в Копенгаген. С этого времени началась его многосторонняя учёная деятельность, первое место в которой занимало христианское богословие вообще и в частности — филологические исследования об отдельных местах и целых книгах Св. Писания Ветхого Завета, о чём он писал своему учителю Герасиму Павскому:

Когда я получил свободу располагать временем по моему произволу, тогда я устремился весь на чтение Ветхого Завета как в оригинале, так и в лучших переводах … Вы возбудили во мне ревность заниматься Ветхим Заветом, да принадлежит же вам и честь поддерживать во мне оную …

В журнале «Христианское чтение» с 1829 по 1839 год им было напечатано семнадцать обширных экзегетических монографий по истории и археологии Ветхого Завета: о судьбе потомства Ноя, об Иакове и Исаве, о сынах Иакова, о Измаиле; о пророчествах Моисея, Валаама; пророчество о Вавилоне, Ниневии, Тире, Египте, об Аврааме и его потомстве; толкование LV главы пророка Исаии (об И. Христе); пророчество о нынешнем состоянии Иудеев, о состоянии Иудеев в плену Вавилонском; о книге Песнь песней и др. 
В 1831 году он получил орден Св. Анны 2-й степени, а спустя два года — набедренник. В 1835 году, во время приезда в Россию, он был возведён в сан протоиерея.
Наряду с библеистикой Сабинин, выучив исландский язык, изучал исландские письменные источники о русской истории. Императорской академией наук была издана составленная им по грамматике датского профессора Эразма Христиана Раска «Исландская грамматика». 
В Копенгагене сошёлся с тамошними учёными и в 1843 году был избран в члены «Королевского общества северных антиквариев» и «Комитета для изучения древнерусской истории». В собраниях как общества, так и комитета он постоянно присутствовал, результатом чего был ряд ценных научных статей в «Чтениях» Московского общества истории и древностей (начиная с 1840 г.): «Извлечение из саги Олава, короля норвежского», перевод сочинений Сума (с датского), «О хазарах», «О Галиции и Людомирии», «О пацинах, или печенегах», «О славянах, их происхождении и древнейших жилищах», «О финнах», «О половцах», «О бармах», «О Всеславе Брячиславиче», «О происхождении наименований: болярин и боярин», «Купало», «Волос, языческое божество, сравнительно с Одином скандинавским».
В Веймаре, куда Сабинин в 1837 году был назначен духовником к вел. кн. Марии Павловне, вел. княгиня поручала ему прочитывать книги и давать ей отзывы. Он сошёлся близко с йенскими, а также мекленбургскими (мекленбургский «Союз истории») учёными, в издания которых доставлял много материала в виде рецензий, особенно о книгах, имевших предметом жизнь России. Семья Сабинина жила в Веймаре на втором этаже в доме Шарлотты фон Штейн, известной своими отношениями с Гёте.
Сабинин находился в переписке с знаменитыми в то время славистами — Коларом, Ганкой, Шафариком, которые обыкновенно к нему обращались за разрешением своих недоумений о славянских древностях и по части филологии. Сабинин любил немецкую поэзию и принимал у себя местных или заезжих поэтов, художников, учёных, музыкантов и литераторов. В 1840 и 1848 году в Йене вышло двухтомное издание произведений А. С. Пушкина на немецком языке, переведённое и опубликованное Сабининым совместно с Г. Трёбстом.
Под руководством Сабинина его семьёй были переведены на русский язык многие лучшие произведения тогдашней немецкой (а также французской) проповеди; его жена перевела на русский язык «Торквато Тассо» Гёте.
Полной библиографии его научно-литературной деятельности не существует. Многие из его сочинений остались в рукописях и находились в библиотеке Петербургской духовной академии. Сюда относятся переводы целых книг Св. Писания Ветхого Завета на русский язык (книга Иова переведена им и прозой, и стихами; первые 12 глав книги Исаии также переданы близко к подлиннику правильной русской речью, с присоединением обширнейших примечаний), а также «Библейский ветхозаветный лексикон», где на каждый ветхозаветный термин делается свод относящихся к нему параллельных мест. В рукописи осталась его «Сирская грамматика». Многие рукописи сгорели под Ялтой, куда уже после смерти Сабинина переселилась его семья. В «Сборнике Императорского московского общества истории и древностей» были напечатаны его письма к М. П. Погодину.
С. К. Сабинин имел обширное семейство: шесть дочерей и пять сыновей; в их числе — Марфа Степановна Сабинина.
В 1854 году он был награждён немецким орденом Сокола II степени.